# Шевельово (Палкінська волость, поблизу Гороховища)
Шевельово (рос. Шевелёво) — присілок в Палкінському районі Псковської області Російської Федерації.
Населення становить #Н/Д осіб. Входить до складу муніципального утворення Палкінська волость.

## Історія
Від 2015 року входить до складу муніципального утворення Палкінська волость.

## Населення
1. Н/Д[2]